# Symplocos extraaxillaris
Symplocos extraaxillaris är en tvåhjärtbladig växtart som beskrevs av August Brand. Symplocos extraaxillaris ingår i släktet Symplocos och familjen Symplocaceae. Artens utbredningsområde är Peru. Inga underarter finns listade i Catalogue of Life.